# خورخه انریکه آدوم
خورخه انریکه آدوم (اسپانیایی: Jorge Enrique Adoum‎ نمایش‌نامه‌نویس، مقاله‌نویس، رمان‌نویس، مترجم و شاعر اهل اکوادور بود. وی همچنین برندهٔ جوایزی همچون کمک‌هزینه گوگنهایم شده‌است.

## زندگی‌نامه
خورخه انریکه آدوم در آمباتو، اکوادور در سال ۱۹۲۶ به دنیا آمد. او نزدیک به ۳۰ کتاب و ۳ رمان نوشت. خورخه از تبار لبنانی بود.